# Мухаммад ібн Ідріс
Мухаммад I ібн Ідріс (араб. محمد بن إدريس‎; д/н– 836) — 3-й імам і султан держави Ідрісидів в Магрибі в 828—836 роках. Повне ім'я Мухаммад ібн Ідріс аль-Тані ібн Ідріс аль-Авал ібн Абдаллах аль-Каміл.

## Життєпис
Син еміра Ідріса II. Народився у Фесі, але коли саме достеменно невідомо. Здобув гарну освіту під орудою батька, досконало знав Коран та виявив хист до письменництва.
Після смерті батька у 828 році оголошений новим імамом. За порадою бабусі Канзи розділив територію держави з іншими братам (окрім 3 молодших), залишившись зверхником над ними. Так, брат Умар отримав у володіння землі берберів гомара і сандхаджа (область Ер-Риф), Аль-Касем — Танжер, Сеут і Тетуан, Хамза — Валілі, Дауд — Оран та землі берберів-гаввара, Айша — Сале і Аземмур, Ях'я — область Даї, Ахмед — Мікнесс і Тадлу, Абдаллах — область берберів масмуді та лемтуна, Іса — Вазеккур і володіння на кордоні з берегватами.
Втім невдовзі в Мухаммада I почалися конфлікти з братами. Спочатку повстав Іса з Вазеккуру. Імам звернувся по допомогу до іншого брата — Аль-Касема, але той відмовився надати свої війська. Тоді на поміч прийшов брат Умар, який переміг Ісу, отримавши його володіння. Потім Умар рушив проти Аль-Касема, якого здолав (той сховався в Арзілі). На дяку імам Мухаммад I передав Танжер Умарові.
834 року було придушено повстання берберів-сандхаджа. 835 року після смерті брата Умара імам дозволив синові останнього — Алі — успадкувати батьківські володіння. Цим було закріплено тенденцію дезінтеграції держави. Помер імам у квітні 836 року у Фесі. Йому спадкував Алі I.

## Зовнішній вигляд
За свідченням сучасників, був красивим чоловіком, дещо смаглявим, з русявим й кучерявим волоссям.